# Condylostylus lutheri
Condylostylus lutheri är en tvåvingeart som först beskrevs av Frey 1917.  Condylostylus lutheri ingår i släktet Condylostylus och familjen styltflugor.
Artens utbredningsområde är Sri Lanka. Inga underarter finns listade i Catalogue of Life.